# Бедленд

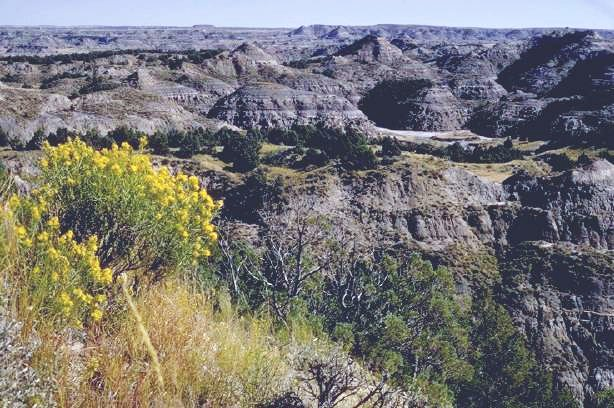
Бедленди у Парку ім. Теодора Рузвельта в США

Бедле́нд (англ. badland — «погані землі», рос. бедленд, нім. Badlands) — рельєф, що характеризується заплутаною мережею ярів та гострих водороздільних гребенів і виникає на еродованих глинистих породах.
Цей флювіальний тип рельєфу дуже поширений у передгірних областях з аридним кліматом. При цьому тимчасові водотоки за відсутності значного ґрунтово-рослинного покриву створюють тут хаотичне поєднання численних ерозійних схилів, що робить неможливим будь-яке господарське використання території.